# Vanlig ögontröst
Vanlig ögontröst eller ögontröst Euphrasia stricta  är en halvparasitisk ört i familjen snyltrotsväxter som beskrev av Johann Philipp Wolff och Johann Friedrich Lehmann.
Halvparasitism innebär att växten dels med utlöpare från sina rötter kan suga fast på andra växter i närheten och snylta näring därifrån. Dessutom har växten klorofyll i sina blad. Därmed är fotosyntes möjlig, och växten kan klara sig även om den inte hittar någon annan växt att stjäla näring från.

## Beskrivning
De rödbruna stjälkarna är styva och upprättstående. De blir 5 — 35 cm långa. Stjälken är försedd med många småhår, trikomer, som är riktade nedåt.
Stjälken är ofta grenad med utåtriktade mindre grenar.
Bladen är grovt och djupt tandade.
Blommorna är ljusvioletta eller näst intill vita med en gul fläck mitt i öppningen. Kronbladen har några svarta streck.
Blommorna är helt små, bara 6 — 10 mm långa.
De olika underarterna har varierande blomningstider, som i viss mån beror på växtplatsens förutsättningar.
Så är exempelvis späd ögontröst,  Euphrasia stricta var. tenuis mest nordligt förekommande. Vätögontröst, Euphrasia stricta var. gotlandica, finns bara på Gotland — därav benämningen — samt på Öland.
Blomningstiden är, allt efter arten, förlagd någonstans mellan juli och september.
Frukten är en kapsel med långa hår från spetsen.
Kromosomtal 2n = 44.

## Habitat
Europa, dock ej söder om Pyrenéerna. Vidare ett stycke österut i tempererade delar av Ryssland fram till ungefär Uralbergen.

### Utbredningskartor
- Norden (Glandelhårig ögontröst, Euphrasia brevipila)
- Norra halvklotet 
  - Troligen inte ursprunglig i Nordamerika

## Biotop
Frisk eller fuktig gräsmarker, sluttningar, vägkanter.

## Etymologi
- Släktet Euphrasia är grekiska  εὐφρασία, därav euphrainein som betyder glädja. Det syftar på att man blir glad av att se växtens vackra blommor.
- Artepitet stricta är latin och betyder rak, styv. Det syftar på den upprättstående stjälken.

## Svenska varianter
| Svenskt namn              | Variant    | Referens             |
| ------------------------- | ---------- | -------------------- |
|                           |            |                      |
| Fin ögontröst             | tenuis     | Den virtuella floran |
| Glandelhårig ögontröst    | brevipila  | Den virtuella floran |
| Späd ögontröst            | tenuis     | Den virtuella floran |
| Svensk ögontröst Fridlyst | suecica    | Den virtuella floran |
| Uddögontröst              | stricta    | Den virtuella floran |
| Vätögontröst              | gotlandica | Den virtuella floran |

## Användning
Enligt signaturläran är ögontröst bra för att bota ögonbesvär, eftersom blomman med sin gula fläck i någon mån kan liknas vid ett öga. Behandlingen kan exempelvis bestå av sköljning av ögat med utkramade växtsafter, dryck av dekokt från växtdelar. Enligt skolmedicinen är sådan behandling verkningslös. Men har ju i alla fall gett upphov till namnet ögontröst, som har motsvarighet i många främmande språk.

## Bilder

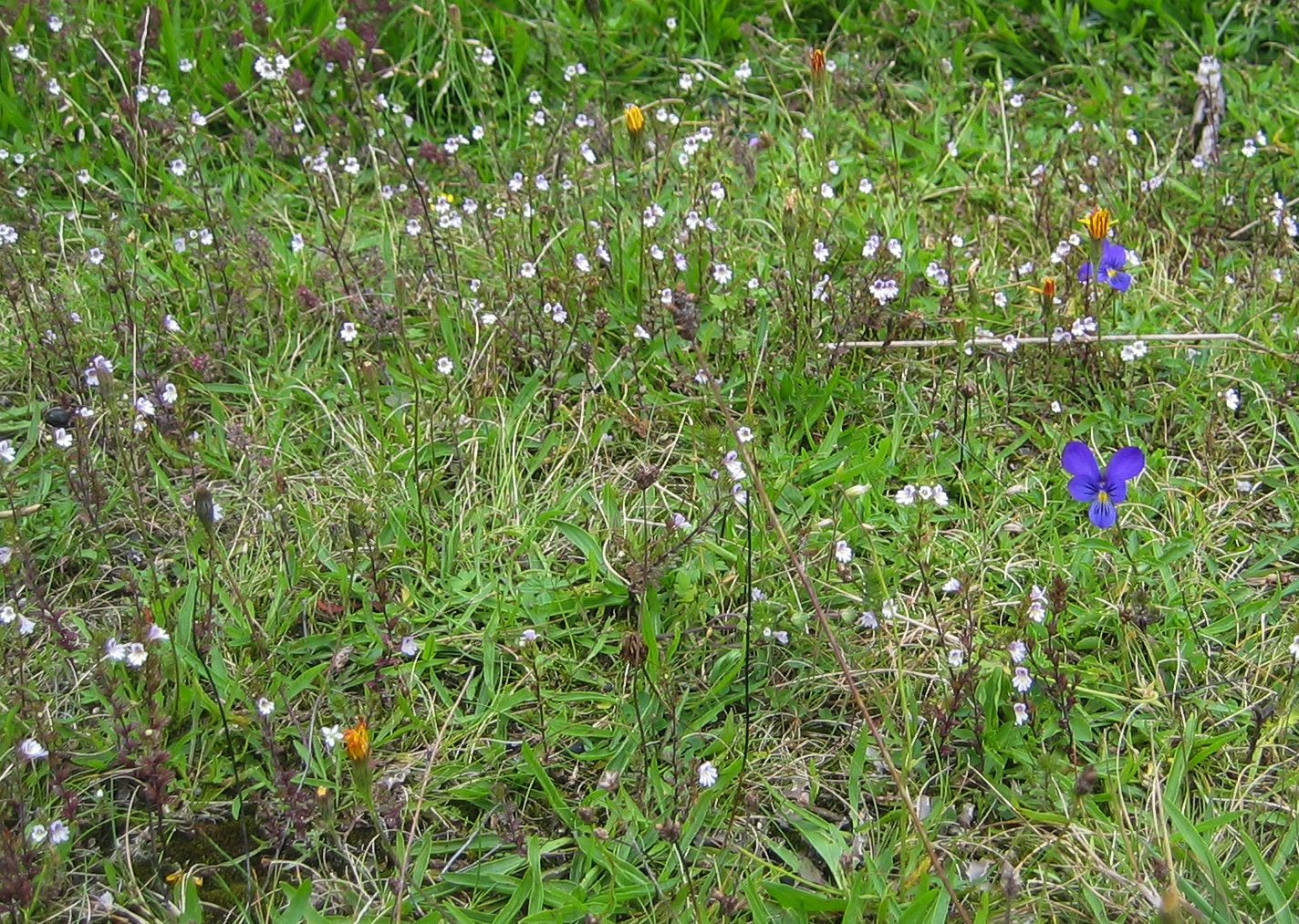
Habitat Den blå blomman är en Viola guestphalica
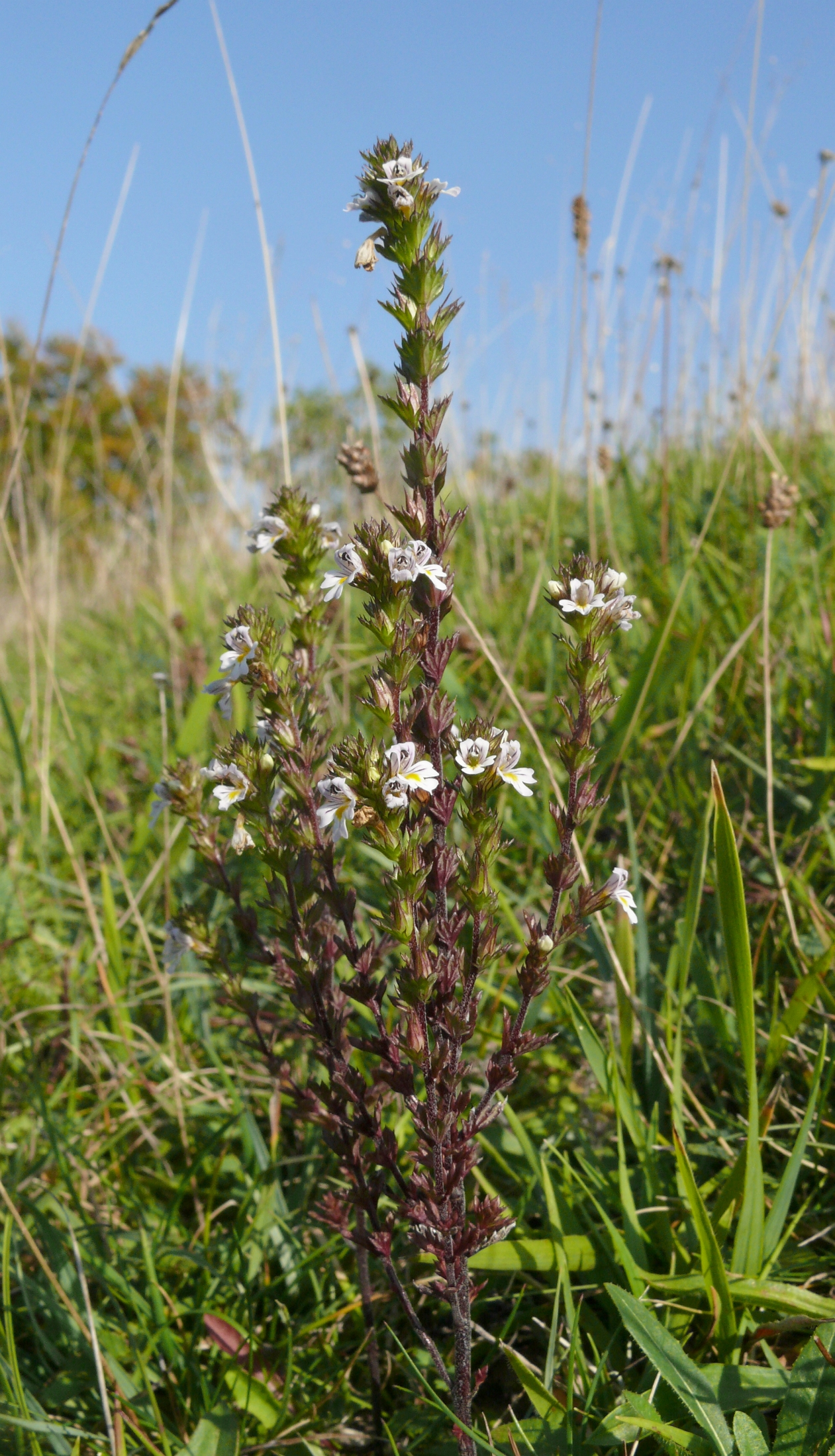
Huvudstjälken sträcker sig långt över sidogrenarna
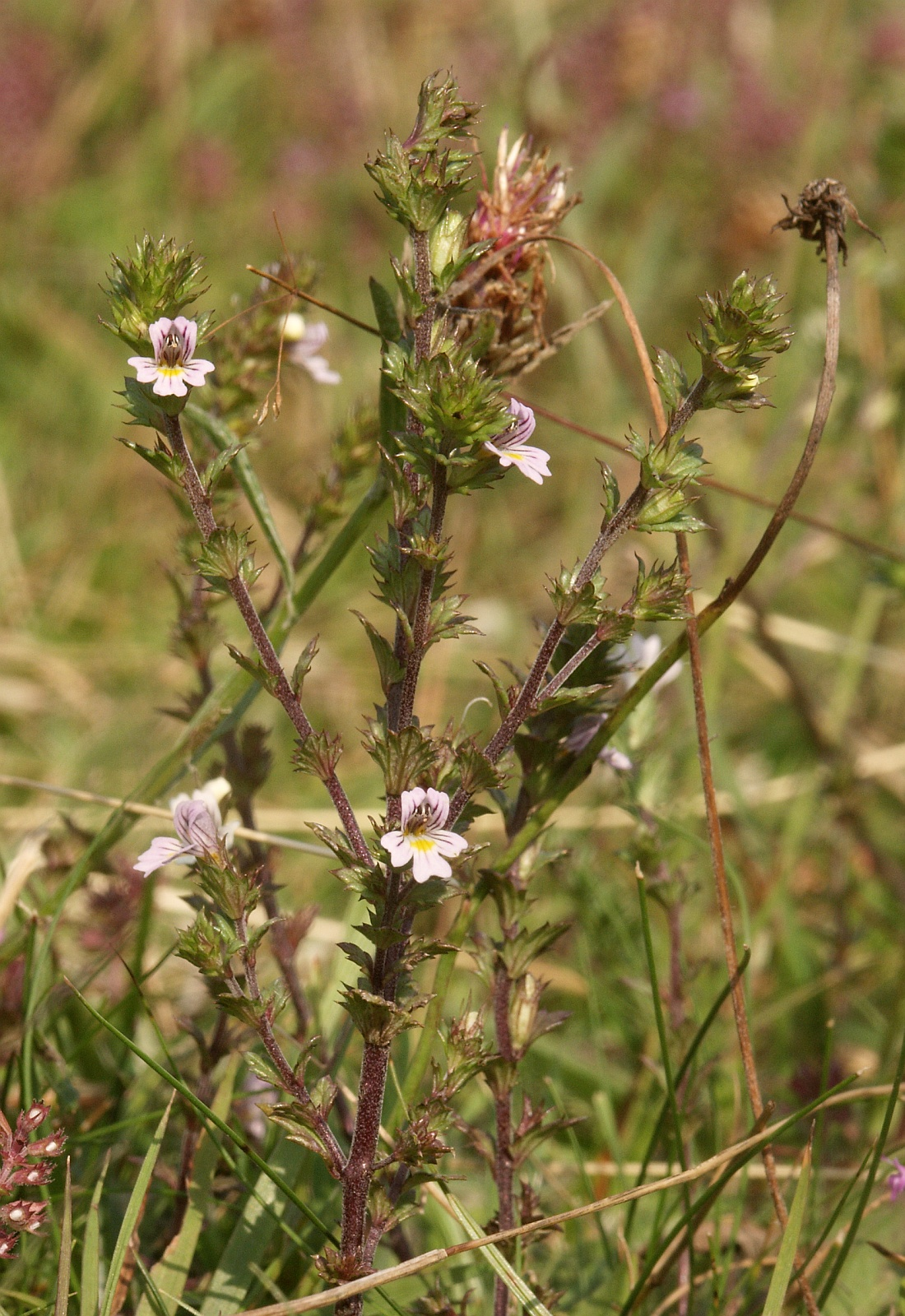
Många mindre grenar utgår från huvudstjälken
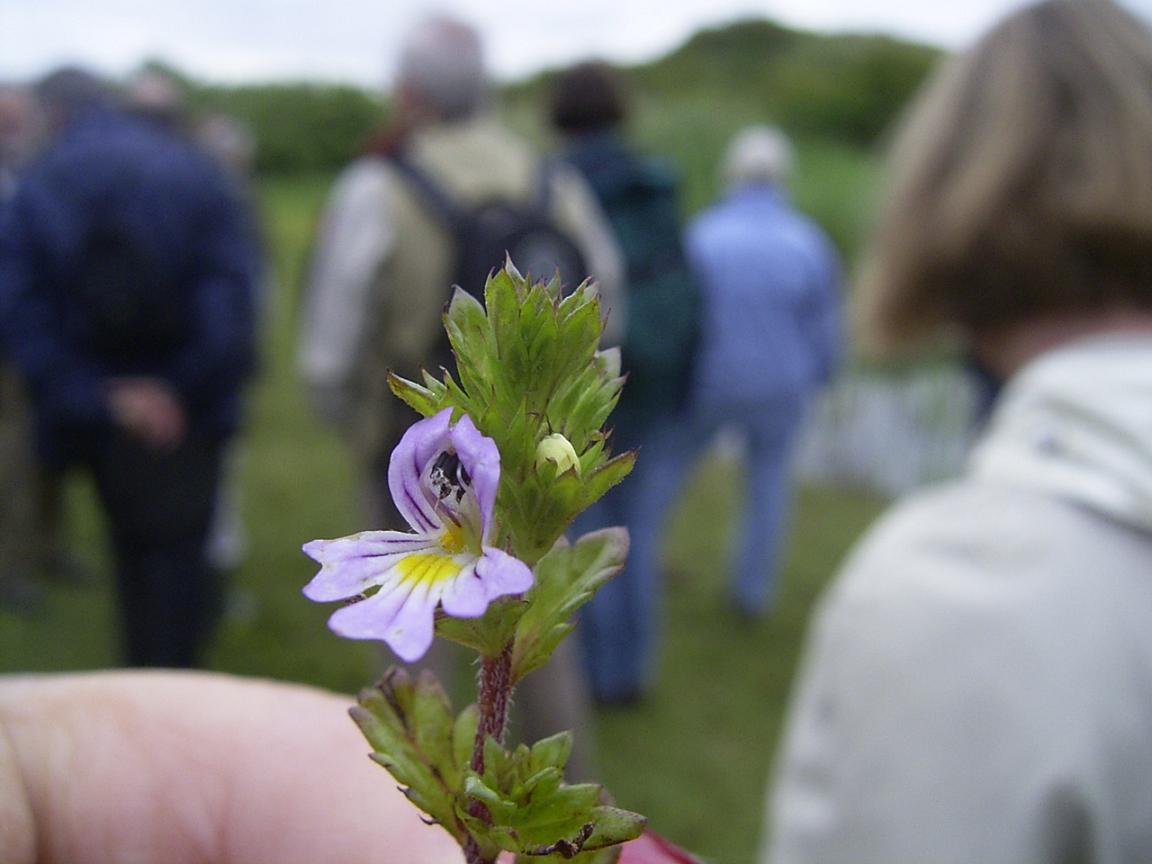
Jämför blommans litenhet med den mänskliga tumme, som skymtar till vänster